# Rijkje Bubbezon

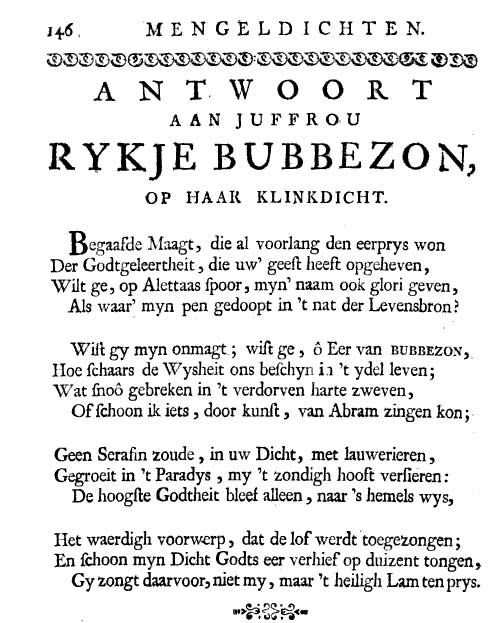
Gedicht van Arnold Hoogvliet als antwoord op een klinkdicht van Rijkje Bubbezon

Rijkje Bubbezon (Maassluis, 22 januari 1708 - Hontenisse, 31 juli 1782) was een Nederlandse dichteres.

## Leven en werk
Bubbezon was een dochter van de koopman Willem Bubbeson en Neeltje van der Burgh. Zij groeide op in een piëtistisch gereformeerd milieu. Al op jonge leeftijd begon zij met dichten. Haar werk was doordrenkt van haar geloof. Zij schreef diverse gelegenheidsgedichten. In 1733 trouwde zij met Scipio Oudkerk, hulppredikant te Maassluis. Na hun huwelijk vestigden zij zich in Haamstede op Schouwen-Duiveland, waar haar man een predikantschap had aanvaard. Ook in die periode bleef Bubbezon dichtwerken schrijven, onder meer in 1751 een gedicht ter nagedachtenis van de overleden stadhouder Willem IV: Op het smertelyk, en ontydig afsterven van Willem Karel Hendrik Friso.
Na het overlijden van haar man in 1760, een jaar na het overlijden van hun oudste dochter, schreef Bubbezon: Hoe zeer mij ’t herte breekt, om ’t smertelijk gemis, Ik verheug mij dat zijn geest in Jezus’ armen is. Zij vestigde zich weer in haar geboorteplaats Maassluis. Later trok zij in bij haar zoon Willem Haringh, die evenals zijn vader predikant was geworden. Met hem verhuisde zij in 1781 van Bruchem in Gelderland naar Hontenisse in Zeeuws-Vlaanderen. Het jaar daarop overleed zij aldaar op 74-jarige leeftijd.
Haar werk, dat door tijdgenoten als de dichter Arnold Hoogvliet werd gewaardeerd, is in de vergetelheid geraakt. Hoogvliet schreef een gedicht ter ere van haar als antwoord op haar klinkdicht in zijn bundel Mengeldichten (zie afbeelding). In 2010 verscheen haar biografie in een kroniek van de heemkundige vereniging Stad en Lande van Schouwen-Duiveland.

## Werk van Bubbezon
- Ter inwydinge van het orgel in de Groote Kerk van Maessluis, 1732
- Klinkdicht, op het huwelyk van den hoog edelen gestr. heer, myn heer Jan Nicolaas Christiaan van Kretschmar, en de hoog edele juffrouw, mejuffrouw Marie Jacoba Mogge van Haamsteede, plechtig verëenigt den V. van Bloeimaand MDCCL, 1750
- Op het smertelyk, en ontydig afsterven, 1751 (over het overlijden van Willem Karel Hendrik Friso, stadhouder Willem IV)
- Op het smertelyk overlijden van mevrouwe, Maria Jacoba Mogge van Haamstede, 1756
- Ter gedachtenisse van mynen dierbaren echtgenoot, 1760 (over het overlijden van Scipio Oudkerk)